# Traian Vățian
Traian Vățian (n. 26 septembrie 1864, Hălăliș - d. 1940, Arad) a fost un delegat în Marea Adunare Națională de la Alba Iulia, organismul legislativ reprezentativ al „tuturor românilor din Transilvania, Banat și Țara Ungurească”, cel care a adoptat hotărârea privind Unirea Transilvaniei cu România, la 1 decembrie 1918.

## Biografie
Traian Vățian a fost fiul cel mare al lui Andrei Vățian, preot, și al Anei Bogdan, din Baia. A mai avut 13 frați.În 1884 a absolvit 8 clase gimnaziale.A urmat cursurile Institutului Teologic din Arad, pe care le-a absolvit in 1887. În perioada 1888-1894, a fost încadrat ca arhivar și cancelar la centrul eparhial. S-a căsătorit cu Ecaterina. În 23 februarie 1895 a fost hirotonit diacon, iar în 24 februarie 1895 a fost hirotonit preot pentru parohia Arad, de către episcopul Ioan Mețianu. Între anii 1895-1917, a ocupat funcția de catihet la școlile secundare din Arad. Începând din 1903 și până în 1908, a suplinit catedra de Liturgică de la Institutul Teologic. În 19 decembrie 1917, a fost hirotonit protopop de către episcopul Ioan Papp. A deținut funcția de protopop până în 20 aprilie 1938, când se pensionează. După pensionare, s-a ocupat de problemele protopopiatului, până la sfârșitul anului 1938, când este numit un nou protopop. A fost colaborator al lui Roman Ciorogariu. A avut relații cu societățile cultural-educative de peste Carpați. A fost autor de manuale școlare. A fost membru în consiliul de administrație al Băncii Victoria. A decedat în data de 11 mai 1940.:p. 122-124

## Activitatea politică

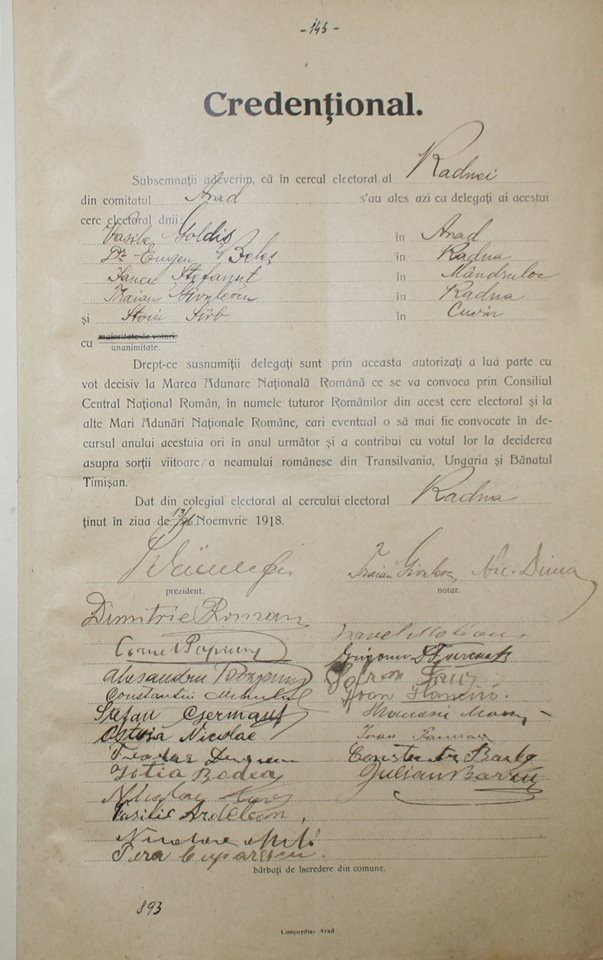
Credențional

Ca deputat în Adunarea Națională din 1 decembrie 1918 a reprezentat ca delegat de drept  Protopopiatul Arad.